# 腓特烈大街

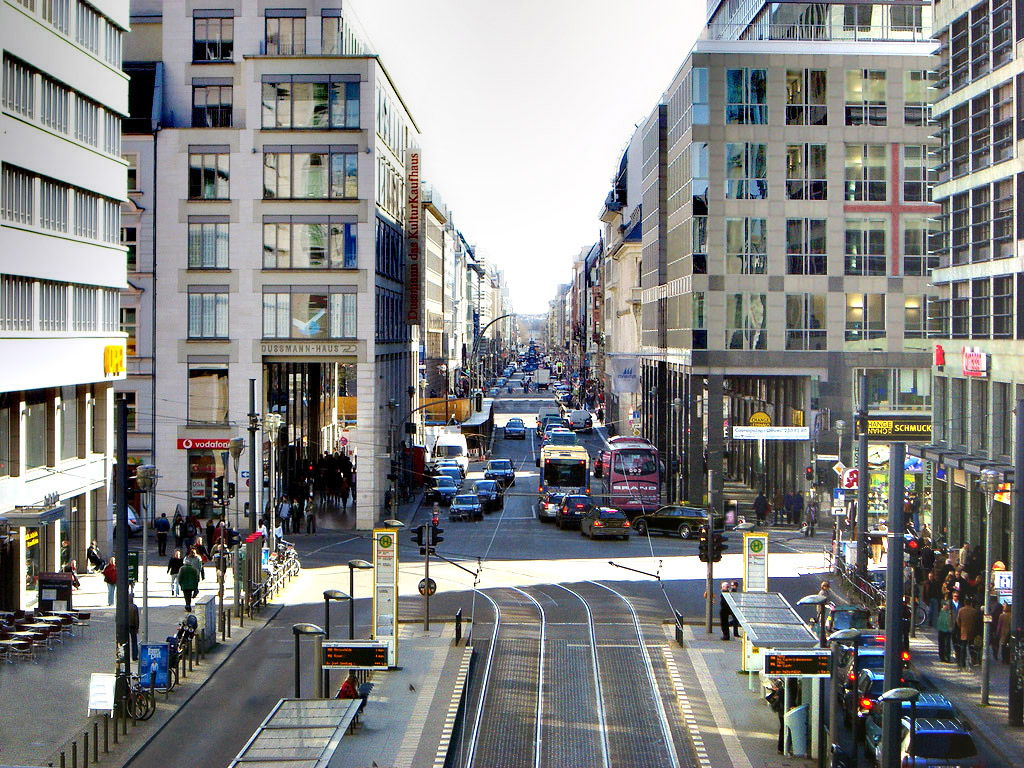
腓特烈大街

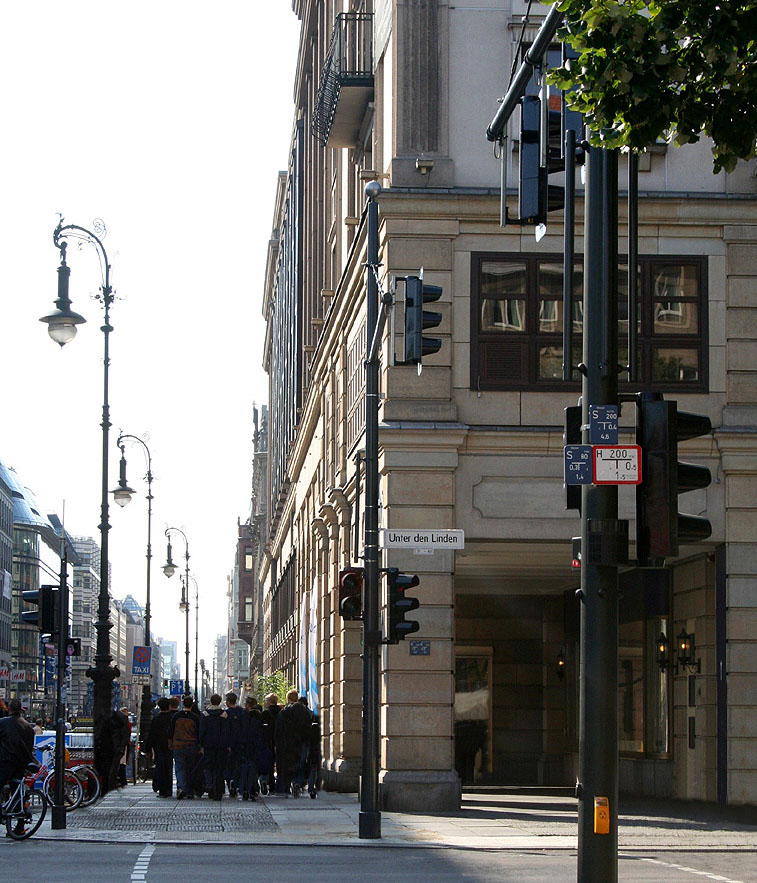
从菩提树下大街看腓特烈大街

腓特烈大街（德語：Friedrichstraße）是德国首都柏林市中心区重要的文化和商业街，街名取自普魯士第一位君主腓特烈一世，构成腓德烈城（Friedrichstadt）的核心。它北起老米特区的北部（再向北称为 Chausseestraße），南到十字山区的哈雷門。由于该路为南北走向，它与莱比锡大街和菩提树下大街等东西向主轴线道路交汇。地铁U6线在地下运行。在冷战期间，該街以柏林墙上的查理检查站一分为二。
腓特烈大街是柏林市中心的传统商业街，位于平行的威廉大街（1945年以前旧行政区Regierungsviertel的心脏）以东3个街块。
腓特烈大街在第二次世界大战期间受损严重，在柏林分治期间只得到部分重建。西柏林部分，一部分重建为住宅街；1960年代末，腓特烈大街末端昔日的贝勒联盟广场（Belle-Alliance-Platz）的遗址，更名为Mehringplatz並完全拆除，代之以混凝土住宅和办公室。这一地区虽然处于中心位置，仍然相对较贫穷。
在东柏林部分，将街道拓宽成四车道，和莱比锡大街一样；菩提树下酒店（2006年拆除）和原来的Lindencorso（1991年拆除）是仅有的建于这一时期，配合街道拓宽而建的建筑。柏林大酒店是东德顶级的5星级酒店，1987年建于菩提树下酒店对面。拟定了该街进一步的重建计划，1990年两德统一时工程正在进行，当时东德Plattenbau为基础的建设停止，随后废除，只有少数已经完成使用的建筑物亦未能幸免。已完成的柏林赌场位于莱比锡大街拐角处，于1994年拆除。

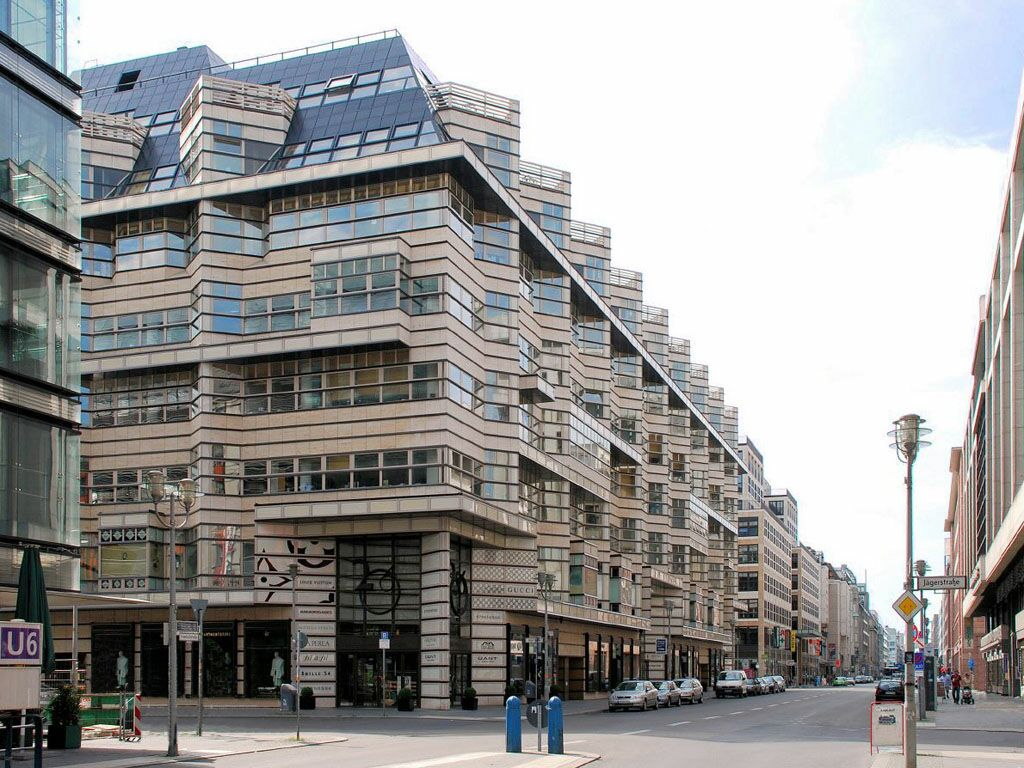
新206区

腓特烈大街在1990年代经过了重建，当时，这是该市最大的建设项目；工程继续向腓特烈大街车站以北扩展。许多著名建筑师促成了计划，其中包括让·努韦尔，他设计了老佛爷百货公司分店；菲利普·约翰逊，设计了查理检查站附近的美国商业中心。对于重建工程毁誉参半，但是这条街重新成为受欢迎的购物目的地。
在冷战和柏林分治时期，該街上腓特烈大街车站尽管设在东柏林，但是为两条交叉的西柏林快鐵线和西柏林地铁U6线所利用，同時也與查理檢查哨並列為重要的邊境關卡。这个车站充当这些线路的换乘站，火车在此停靠，但腓特烈大街底下的其他所有东柏林车站是封锁的幽灵车站，西柏林來的地鐵列車均過站不停。在腓特烈大街车站，西柏林乘客可以从一个站台转移到另一个站台，但是没有适当的文件，不能离开车站。这个车站的一部分对西柏林线路开放，但是戒备森严，较小的一部分月台則充当东柏林快鐵终点站，兩者之间进行了封锁。